# Гойти
Гойти (рос. Гойты) — село у Урус-Мартановському районі Чечні Російської Федерації.
Населення становить 18 816 осіб (2019). Входить до складу муніципального утворення Гойтинське сільське поселення.

## Історія
Згідно із законом від 14 липня 2008 року органом місцевого самоврядування є Гойтинське сільське поселення.

## Населення
| 1939    | 1979    | 1990    | 2002    | 2010    | 2012    | 2013    |
| ------- | ------- | ------- | ------- | ------- | ------- | ------- |
| 5886    | ↗8966   | ↗10 402 | ↗13 221 | ↗16 177 | ↗16 661 | ↗17 016 |
| 2014    | 2015    | 2016    | 2017    | 2018    | 2019    |         |
| ↗17 371 | ↗17 831 | ↗18 014 | ↗18 251 | ↗18 534 | ↗18 816 |         |

### Мешканці
В селі народився Кагерманов Алхазур Денайович (1934—1987) — Герой Соціалістичної Праці.